# Michael Gilmore
Michael Earl Gilmore (Jacksonville, 11 gennaio 1995) è un cestista statunitense naturalizzato belga.

## Biografia
È il nipote dell'ex cestista Artis Gilmore.

## Palmarès
- Campionato belga: 1

Ostenda: 2020-21
- Coppa del Belgio: 1

Ostenda: 2021